# Bedretto-Fenster
Als Bedretto-Fenster wird der Baustollen des Furka-Basistunnels bezeichnet, der die Tunnelmitte (bei Kilometer 6,850) unter den Saashörnern mit dem unteren Teil des Bedretto-Tals verbindet und in Ronco in der Nähe von Airolo endet.
Der Stollen war ursprünglich 6100 m lang geplant und erhielt schliesslich dank der südlichen Ausbuchtung des Furka-Basistunnels eine Länge von 5221 m. Er hat einen Querschnitt von 9 bis 10 Quadratmetern.
Während des Baubetriebs wurde er von einer Stollenbahn mit Spurweite 760 mm befahren.

## Geschichte
Schon im Jahre 1955 reichte ein Initiativkomitee «für eine Tunnelbahn Oberhasli-Goms-Bedrettotal» ein Konzessionsgesuch für zwei Tunnels ein, die die Kantone Bern, Wallis und Tessin miteinander verbinden sollten. Im Strassenverkehr besteht diese Verbindung aus Grimsel- und Nufenenpass. Konkret war eine Tunnelverbindung von Oberwald nach Ronco geplant. Das Gesuch wurde bis 1957 überarbeitet.
1960 wurde das Projekt, ausgehend vom «Syndicat d’initiative pour le tunnel Oberwald-Realp», durch den Furka-Basistunnel konkurrenziert.
1965 kam eine Studie der Motor-Columbus über den Furka-Basistunnel zum Schluss, dass ein Schacht in der Tunnelmitte keine Ersparnis mit sich bringen würde.
1968 wurde ausserdem analysiert, ob eventuell eine direkte Tunnelverbindung von Ulrichen ins Val Bedretto sinnvoll wäre. In der Studie erschien erstmals die Vorstellung eines Tunnel-Y zwischen den Kantonen Wallis, Uri und Tessin.
Im Mai 1970 kritisierte das Eidgenössische Militärdepartement das Bedretto-Fenster und bezeichnete es als «militärisch unerwünscht», ohne jedoch ein Veto einzulegen.
Im Juni 1970 wurde das Projekt unter Einschluss des Bedretto-Fensters durch den Bundesrat gutgeheissen, mit der Aussicht auf eine Kosteneinsparung von 2 Millionen Franken dank dem Bedretto-Fenster. Diese potenzielle Kosteneinsparung fusste nicht auf einer öffentlich zugänglichen Berechnung und stand im Widerspruch zur Studie von Motor-Columbus. Sie wurde jedoch auch durch die ständerätliche Kommission im Oktober 1970 gestützt, doch kam die Société générale pour l’industrie (SGI) zum Schluss, dass das Bedretto-Fenster wahrscheinlich – im Gegenteil – Mehrkosten in der gleichen Grösse verursache. Nationalrat Robert Eibel stellte im Februar 1971 ausserdem einen Zusammenhang her zwischen dem Bedretto-Fenster und der südlichen Ausbuchtung der Streckenführung des Haupttunnels, fand jedoch keine Zustimmung.
Im Juni 1971 wurde der Bau von Haupttunnel und Bedretto-Fenster beschlossen, allerdings wurde das Bedretto-Fenster bis zum Baubeginn im Juni 1973 mehrfach wieder in Frage gestellt. Seit der Eröffnung des Furka-Basistunnels im Jahr 1982 ist der Stollen stillgelegt. Auch wenn zunächst geplant war, den Stollen beim Portal in Ronco zuzubetonieren, wurde er bloss durch ein Eisengittertor abgeschlossen. Bis in die heutige Zeit wurden verschiedene mögliche Nutzungen des Bedretto-Fensters diskutiert, wie zum Beispiel eine vom Kanton Graubünden in Auftrag gegebene Studie vom August 2005 oder eine ähnliche Studie der Gemeinden der Alta Leventina von 2006 bezeugten.
Ebenfalls wurde die Nutzung des Bedretto-Fensters anlässlich der Kandidatur von Sion für die Olympischen Spiele im Jahr 2006 diskutiert.

## Gründe für den Bau
Als Motivation für den Bau wurden von verschiedenen Interessengruppen die folgenden Gründe angegeben:
- Technische Vorteile beim Bau
- Risikoverminderung bei geologischen Schwierigkeiten
- Erhöhung der Baugeschwindigkeit um ein bis zwei Jahre
- Ausbauoptionen

Die vermuteten Vorteile konnten jedoch weitgehend nicht realisiert werden. Insbesondere konnte die Arbeit im Haupttunnel trotz des Bedretto-Fensters nicht im Vollprofil durchgeführt werden, weil die Lüftung durch den Stollen zu schwach war. Insbesondere konnte keine Zeitersparnis realisiert werden.
Obschon das Militärdepartement das Bedretto-Fenster in der Planungsphase kritisierte, existiert bis heute die Volksmeinung, das Bedretto-Fenster sei unter anderem aus militärischen Gründen gebaut worden.
Der Eingang des Stollens befindet sich im hinteren Teil des Kieswerkes bei der Verzweigung der Nufenen-Passstrasse und der Strasse nach Ronco (südwestlich des Dorfes).

## Gegenwart

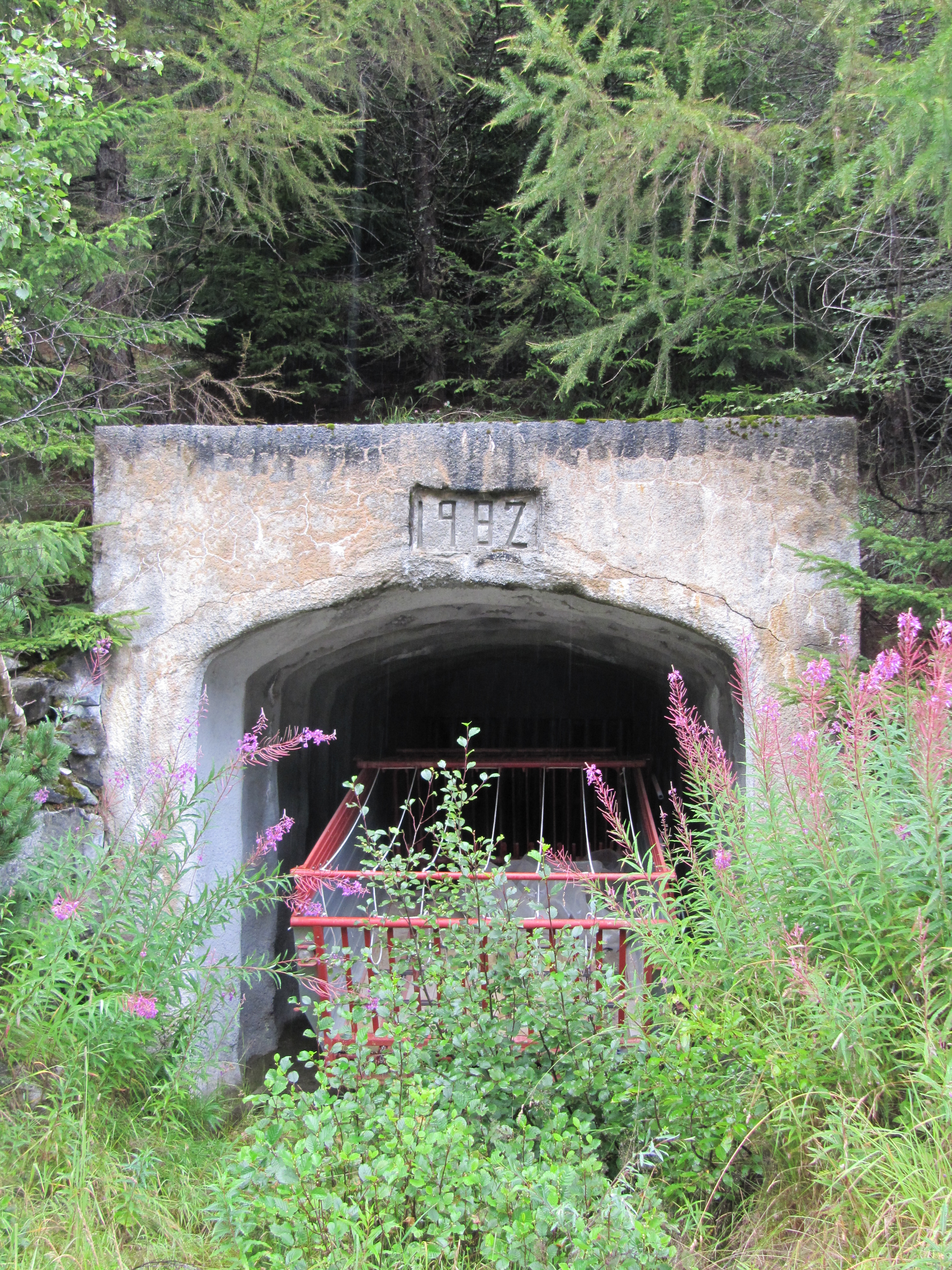
Stolleneingang (2010)

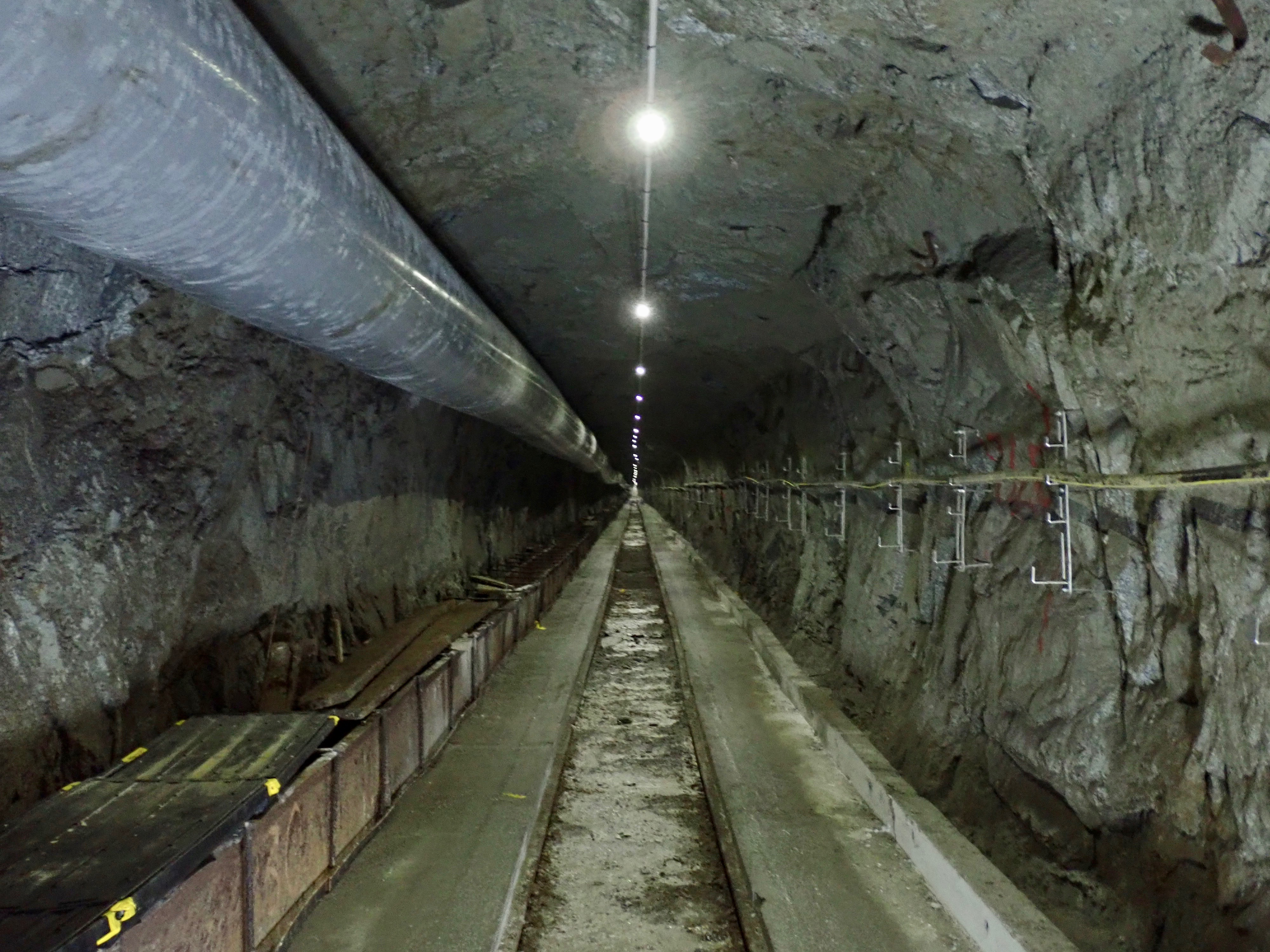
Stollen im April 2019

Ab 2018 wurde der nicht ausbetonierte Stollen zum Labor ausgebaut, in dem die ETH Zürich zum Thema Geothermie forscht. Schwerpunkte sind Tiefengeothermie und Erdbebenforschung. Am 18. Mai 2019 wurde das «Bedretto Underground Laboratory for Geoenergies» offiziell eröffnet. Dieses befindet sich etwa in der Mitte des Tunnels in einer Nische, die ursprünglich als Kreuzungsstelle für die Züge vorgesehen war. Für die Realisierung des Felslabors musste der Stollen an einigen Stellen von Geröll befreit und neu gesichert werden.
In einem im Jahr 2024 ausgebrochenen Seitengang entlang einer Verwerfung soll künstlich ein Erdbebenbruch erzeugt werden.
Auch Mikroorganismen werden erforscht. Das Zentrum für Erforschung des Ursprungs und der Verbreitung des Lebens unter Didier Queloz bezieht Proben aus dem Bedretto Lab.
Seit 2024 wird auch die Energiespeicherung erforscht; eine aktive Einlagerung von erwärmtem Wasser im Untergrund bräuchte weniger Bohrtiefe als bei Geothermie-Bohrungen. Im Stollen befindet man sich in einer solchen Tiefe.